# Aubrey Schenck
Pour les articles homonymes, voir Schenck.
Aubrey Schenck, né le 26 août 1908 à New York dans l'état de New York et mort le 14 avril 1999 à Murrieta en Californie, est un producteur américain.

## Filmographie
- 1946 : Shock d'Alfred L. Werker
- 1946 : Johnny Comes Flying Home (en) de Benjamin Stoloff
- 1946 : Strange Triangle de Ray McCarey
- 1947 : It's a Joke, Son! de Benjamin Stoloff
- 1947 : Repeat Performance d'Alfred L. Werker
- 1947 : Killer at Large (en) de William Beaudine
- 1947 : La Brigade du suicide (T-Men) d'Anthony Mann
- 1948 : Mickey de Ralph Murphy
- 1949 : Red Stallion in the Rockies de Ralph Murphy
- 1949 : Down Memory Lane de Phil Karlson
- 1949 : La Brigade des stupéfiants (Port of New York) de Laslo Benedek
- 1950 : Wyoming Mail de Reginald Le Borg
- 1950 : Les Flics ne pleurent pas (Undercover Girl) de Joseph Pevney
- 1951 : Target Unknown de George Sherman
- 1951 : The Fat Man de William Castle
- 1953 : La Loi du scalp (War Paint) de Lesley Selander
- 1954 : Le Bouclier du crime (Shield for Murder) de Howard W. Koch et Edmond O'Brien
- 1955 : Le Pacte des tueurs (Big House, U.S.A.) de Howard W. Koch
- 1955 : Fort Yuma de Lesley Selander
- 1955 : Desert Sands de Lesley Selander
- 1956 : Three Bad Sisters (en) de Gilbert Kay
- 1956 : Crime Against Joe de Lee Sholem
- 1956 : Ghost Town de Allen H. Miner
- 1956 : The Broken Star de Lesley Selander
- 1956 : Quincannon - Frontier Scout de Lesley Selander
- 1956 : Les monstres se révoltent (The Black Sleep) de Reginald Le Borg
- 1956 : Rebel in Town d'Alfred L. Werker
- 1956 : Hot Cars de Don McDougall
- 1956 : Emergency Hospital de Lee Sholem
- 1957 : Tomahawk Trail (en) de Lesley Selander
- 1957 : Voodoo Island de Reginald Le Borg
- 1957 : Pharaoh's Curse de Lee Sholem
- 1957 : Les Tambours de la guerre (War Drums) de Reginald Le Borg
- 1957 : Le Fort de la révolte (Revolt at Fort Laramie) de Lesley Selander
- 1957 : Untamed Youth de Howard W. Koch
- 1957 : Jungle Heat de Howard W. Koch
- 1957 : Bop Girl Goes Calypso de Howard W. Koch
- 1957 : Outlaw's Son de Lesley Selander
- 1957 : La Fille aux bas noirs (The Girl in Black Stockings) d'Howard W. Koch
- 1957 : The Dalton Girls (en) de Reginald Le Borg
- 1958 : Fort Bowie de Howard W. Koch
- 1958 : Violent Road de Howard W. Koch
- 1958 : Frankenstein - 1970 de Howard W. Koch
- 1958 : Born Reckless de Howard W. Koch
- 1959 : Mission secrète du sous-marin X.16 (Up Periscope) de Gordon Douglas
- 1962 : Désirs sauvages (Wild Harvest) de Jerry A. Baerwitz
- 1964 : Robinson Crusoe sur Mars (Robinson Crusoe on Mars) de Byron Haskin
- 1966 : Don't Worry, We'll Think of a Title de Harmon Jones
- 1966 : La Baie du guet-apens (Ambush Bay) de Ron Winston
- 1967 : Kill a Dragon de Michael D. Moore
- 1968 : Plus mort que vif (More Dead Than Alive) de Robert Sparr
- 1969 : Impasse de Richard Benedict
- 1970 : Barquero de Gordon Douglas
- 1972 : Daughters of Satan de Hollingsworth Morse
- 1972 : Superbeast de George Schenck
- 1973 : Un camion en or massif (en) (The Alpha Caper) de Robert Michael Lewis